# Tunceli (stad)
Tunceli (Koerdisch: Dersim) is de hoofdplaats van het Turkse district Tunceli en de provincie Tunceli (Koerdisch: Dersim) en telt 33.873 inwoners (2020).

## Geschiedenis
De Opstand van Dersim vond plaats in deze stad aan het eind van de jaren 1930. Tijdens de Republikeinse periode, in 1935, werd de provincie Tunceli opgericht. In 1946 werd de voormalige stad Kalan omgedoopt tot Tunceli en werd uitgeroepen tot de hoofdstad van de provincie.

## Bevolking
Tunceli wordt grotendeels bewoond door alevitische Koerden en Zaza, maar er zijn ook enkele soennitische Koerdische en Turkse dorpen. In 1965 woonden er 20.561 inwoners in het district Tunceli, waarvan slechts 5.825 in de stad Tunceli en 14.736 in dorpen op het omringende platteland. Daarna groeide de bevolking van het district Tunceli in een snelle tempo tot een maximum van 37.655 inwoners, waarvan 24.513 in de stad Tunceli en 13.142 in dorpen op het omringende platteland. Vanwege het aanhoudende geweld tussen het Turkse leger en de Koerdische vrijheidsbewegingen, hebben veel inwoners van Tunceli de regio permanent verlaten. Tussen 1990 en 2000 is het inwonersaantal op het platteland gehalveerd, terwijl de stedelijke bevolking langzaam verder is blijven groeien. In december 2020 telde het district Tunceli 38.429 inwoners, waarvan 33.873 in de stad Tunceli en 4.556 in de nabijgelegen dorpen.

## Politiek
Op 31 maart 2019 won de Communistische Partij van Turkije de gemeenteraadsverkiezingen (met 32,77% van de stemmen). De burgemeester van Tunceli is Fatih Mehmet Maçoğlu, de eerste burgemeester in Turkije namens de Communistische Partij.

## Verkeer en vervoer
Tunceli ligt aan de nationale weg D885 en de provinciale wegen 62-01 en 62-25.

## Geboren
- Yücel Yeşilgöz (1951), criminoloog en mensenrechtenactivist
- Hasan Saltik (1964-2021), muziekproducent
- Seno Sever (1980), acteur
- Selçuk Şahin (1981), voetballer
- Meral Polat (1982), actrice

- Gemeinsame Normdatei: 4243388-5
- Library of Congress Control Number: n85022144
- Nationale Bibliotheek van Israël: 987007564642205171
- TDVİA: tunceli
- Virtual International Authority File: 126727825